# François-Xavier Verschave
François-Xavier Verschave, (Lille, 28 de octubre de 1945-Villeurbanne, 29 de junio de 2005), fue un economista de formación, principalmente conocido por su posición respecto de las relaciones franco-africanas, ya que criticaba con énfasis la política africana de Francia (la que asociaba con el concepto llamado Françafrique, título de uno de sus libros).
Entre 1995 y 2005, François Xavier Verschavel fue presidente de la asociación Survie (asociación francesa ley de 1901, fundada en 1984 con sede en Montreuil, región Isla de Francia, departamento de Sena-San Denis).

## Trayectoria profesional y laboral-ocupacional
Inicialmente, Verschave siguió estudios de comercio y de gestión en el IÉSEG de Lille (año 1970), e inmediatamente después, prosiguió su formación en la orden religiosa Compañía de Jesús, así estableciendo sus primeros compromisos con el movimiento jesuita.
En 1976, François-Xavier Verschave estableció, junto a Jean Vimort, la carpintería Artibois, con el objetivo de que allí trabajaran personas con desórdenes psiquiátricos. Pero luego de un accidente profesional en la carpintería que él mismo sufrió, cambió de orientación laboral, y en 1981 pasó a trabajar para la alcaldía de Saint-Fons, donde entre 1983 y 2005 fue el responsable del área economía-empleo.
François-Xavier Verschave es quien más y mejor ha elaborado y descrito el concepto de « Françafrique », neologismo que parodia la expresión "France-Afrique" que en su momento introdujo Félix Houphouët-Boigny.La « Françafrique » específicamente refiere a esa cuestión en parte oculta y confusa y contradictoria de la política de Francia en África, y respecto de este asunto, debe tenerse presente que las dos principales obras de Verschave sobre esta temática son: La Françafrique (Stock, 1998); Noir silence (Les Arènes, 2000).
También debe tenerse presente que Verschave fue criticado y juzgado en su época, por haber escrito el recién citado libro Noir silence, y así ofender a jefes de Estado extranjeros. Y por primera vez en cuanto a la jurisprudencia de este delito, el acusado fue declarado no culpable, al considerar que no había habido « intención delictiva » en este caso, y al considerar también el contexto jurídico de este diferendo (proceso relatado en el libro Noir procès que el propio Verschave había escrito junto con Laurent Beccaria). Por otra parte y aún hoy día, el concepto de Françafrique forma parte tanto del lenguaje común y corriente que utilizamos al referirnos a las relaciones franco-africanas, como al utilizado en los textos y discursos más técnicos y académicos que atañen a esta cuestión.
Todo este asunto también ha dado impulso y ha generado importantes trabajos de investigación sobre el concepto de bienes públicos mundiales o globales,< así como sobre las teorías económicas de Fernand Braudel.
El deceso de François-Xavier Verschave se desencadenó muy rápidamente, a causa de un cancer de pancréas que le descubrieron apenas unos meses antes de su muerte.
François-Xavier Verschave estaba casado y tenía tres hijos.

## Obras de las que es autor o coautor
François-Xavier Verschave es el autor o coautor de alrededor de una veintena de obras, entre las cuales pueden citarse:
- Nord-Sud: de l’aide au contrat, pour un développement équitable (obra colectiva bajo la dirección de Claude Marchant), Syros, 1991, 243 páginas.[17]

- François-Xavier Verschave, Libres leçons de Braudel: Passerelles pour une société non excluante, Syros, 1994, 211 páginas.[18]

- François-Xavier Verschave, La Françafrique: le plus long scandale de la République, Stock, 1998, ISBN 2234049482 y 9782234049482, 379 páginas.[12]

- François-Xavier Verschave, Noir silence: qui arrêtera la Françafrique?, editor 'Les Arènes', 2000, ISBN 2912485150 y 9782912485151, 597 páginas.[13]

- François-Xavier Verschave, Laurent Beccaria, Noir procès: offense à chefs d'État, Les Arènes, 2001, 382 páginas.[19]

- François-Xavier Verschave, L’envers de la dette: Criminalité politique et économique au Congo-Brazza et en Angola, Dossier noir de la politique africaine de la France n°16, 2001, Agone, 2001, 224 páginas.[20]

- François-Xavier Verschave, Noir Chirac, Les Arènes, 2002, 307 páginas.[21]

- Arnaud Labrousse, François-Xavier Verschave, Les Pillards de la forêt: Exploitations criminelles en Afrique, Dossier noir de la politique africaine de la France n°17, Agone, 2002, 187 páginas.[22]

- François-Xavier Verschave, De la Françafrique à la Mafiafrique, Tribord, 2004, 69 páginas.[23]

- François-Xavier Verschave, La santé mondiale entre racket et bien public, éditions Charles Léopold Meyer, 2004, 345 páginas.[24]

- François-Xavier Verschave, Philippe Hauser, Au mépris des peuples : Le néocolonialisme franco-africain, entretien avec Philippe Hauser, La Fabrique, 2004, 121 páginas.[25]

- Djilali Benamrane, Les télécommunications entre bien public et marchandise (obra colectiva de Djilali Benamrane, Bruno Jaffré, François-Xavier Verschave, y otros), 'Éditions Charles Léopold Mayer (ECLM)', 2005, ISBN 2843771110 y 9782843771118, 377 páginas.[26]

- François-Xavier Verschave, La maison monde, 'Éditions Charles Léopold Mayer (ECLM)', 2005, 245 páginas.[27]

- Laure Coret, François-Xavier Verschave, L'horreur qui nous prend au visage: L'État français et le génocide, Rapport de la Commission d’enquête citoyenne sur le rôle de la France dans le génocide des Tutsi au Rwanda, Karthala, 2005, 587 páginas.[28]

- Boubacar Boris Diop, Odile Tobner, François-Xavier Verschave, Négrophobie, Arènes, 2005, ISBN 2912485819 y 9782912485816, 201 páginas.[29]

- François-Xavier Verschave, Complicité de génocide ? La politique de la France au Rwanda, La Découverte, 2013, 551 páginas.[30]

François-Xavier Verschave asimismo fue quien coordinó la redacción de los Dossiers Noirs de la politique africaine de la France, publicados por Survie y por Agir ici, ediciones L'Harmattan y ediciones Agone.
- Billets d'Afrique et d'ailleurs, publicación periódica de Survie.[32]